# Tipula furialis
Tipula furialis är en tvåvingeart som beskrevs av Alexander 1946. Tipula furialis ingår i släktet Tipula och familjen storharkrankar. Inga underarter finns listade i Catalogue of Life.